# Георги Каролеев
Георги Каролеев или Каролеов е български военен деец, войвода на чета на Македоно-одринското опълчение.

## Биография
Роден е в град Дупница. При избухването на Балканската война в 1912 година е войвода на партизанска чета №55 на Македоно-одринското опълчение. Четите на Стефан Чавдаров, Асен Хадживасилев и Георги Каролеев на 2 ноември 1912 година завемат Саръшабан. По-късно с четата си действа в Щипско.
| Чета №55 отряд на МОО с командир Георги Каролеев | Чета №55 отряд на МОО с командир Георги Каролеев | Чета №55 отряд на МОО с командир Георги Каролеев | Чета №55 отряд на МОО с командир Георги Каролеев | Чета №55 отряд на МОО с командир Георги Каролеев | Чета №55 отряд на МОО с командир Георги Каролеев |
| Номер                                            | Име                                              | Години                                           | Околия                                           | Селище                                           | Бележки                                          |
| ------------------------------------------------ | ------------------------------------------------ | ------------------------------------------------ | ------------------------------------------------ | ------------------------------------------------ | ------------------------------------------------ |
|                                                  | Лазар М. Рачов                                   | 25 (26)                                          | Разложко                                         | Банско                                           |                                                  |
|                                                  | Михаил Арнаудов                                  | 21                                               | Неврокопско                                      | Каракьой                                         |                                                  |
|                                                  | Стоян Николов                                    | 26                                               | Мелнишко                                         | Любовка                                          |                                                  |